# Karen Schwartzkopf-Genswein
Karen Schwartzkopf-Genswein (Ph. D.), est une scientifique fédérale spécialisée dans le comportement, la santé et le bien être des animaux de ferme.
Elle travaille au Centre de recherche et de développement d’Agriculture et Agroalimentaire Canada à Lethbridge. Elle est reconnue pour ses travaux de recherche fondamentale sur le bien être des bovins de boucherie, notamment le transport longue distance, l’établissement de méthodes d’atténuation de la douleur aisément applicables par les producteurs lors de la castration et d’autres procédures douloureuses ainsi que l’évaluation et l’atténuation de la boiterie chez les bovins en parc d’engraissement. Ses travaux ont eu une influence sur les directives et les règlements appliqués dans l’industrie des bovins de boucherie en Amérique du Nord. En plus de ses travaux de recherche, Karen Schwartzkopf-Genswein offre des services de formation et de consultation aux acteurs de l’industrie bovine, notamment ceux du secteur agricole, du gouvernement et de l’industrie pharmaceutique.

## Biographie
Karen Schwartzkopf-Genswein a grandi au sud de l’Alberta sur une ferme ayant hébergé des bovins en parc d’engraissement durant plus de 40 ans. Sa vie dans cette entreprise familiale et une exposition précoce au bétail ont nourri son intérêt pour le comportement des bovins et pour les soins à leur apporter. Elle a obtenu son baccalauréat en biologie de l’Université de Lethbridge (1986), sa maîtrise en zoologie/éthologie de l’Université de Regina et son doctorat en éthologie animale appliquée de l’Université de la Saskatchewan.

## Carrière
Avant de rejoindre Agriculture et Agroalimentaire Canada en 2003, Karen Schwartzkopf-Genswein a travaillé comme chercheuse scientifique au ministère de l’Agriculture, de l’alimentation et du développement rural de l’Alberta à Lethbridge (1999-2002). Elle est considérée comme une conseillère technique experte des questions liées au comportement des bovins et à leur bien-être et elle est sollicitée à titre de conférencière lors d’événements scientifiques et industriels en Amérique du Nord et partout dans le monde. Depuis 2009, elle a participé aux travaux de 29 groupes d’experts et comités consultatifs qui se consacrent à l’avancement des connaissances sur le comportement, la santé et le bien être des animaux de ferme,.

## Distinctions et prix
- Prix de distinction en innovation de l’Alberta Farm Animal Care Association, mise en candidature par les Alberta Beef Producers (25 mars 2013, Calgary [Alberta])[1]
- Prix des industries canadiennes des productions animales en vulgarisation et en service au public de la Société canadienne de sciences animales (20 mai 2015, Ottawa [Ontario])[1]
- 2009-2010 – Présidente de la Société canadienne de sciences animales[1]
- 2010-2011 – Ancienne présidente de la Société canadienne de sciences animales (coordonnatrice des nominations exécutives)[1]